# Fernando Monckeberg Barros
Fernando Rafael Monckeberg Barros (Santiago, 26 de junio de 1926) es un médico cirujano chileno especializado en nutrición—, profesor, investigador y economista de la Universidad de Chile. Creador del Instituto de Nutrición y Tecnología en Alimentos de la Universidad de Chile (INTA) y presidente de la Corporación para la Nutrición Infantil (CONIN).

## Biografía

### Primeros años de vida
Sus padres fueron Gustavo Monckeberg Bravo y Beatriz Barros Calvo. Es hermano del médico ginecólogo y político Gustavo Monckeberg Barros. 
Terminó su educación media en el Colegio Salesiano El Patrocinio de San José superando grandes dificultades debido a una dislexia no diagnosticada; con las notas obtenidas no tenía muchas posibilidades de ingresar a la universidad. Hizo el servicio militar donde lo destinaron al sector de telecomunicaciones; allí descubrió que la telegrafía no le presentaba un problema para escribir, entonces decidió que iba a aceptar el trabajo que le habían ofrecido en esa área una vez terminado su servicio. Sin embargo, una señora a la que lo unía una relación estrecha desde hacía unos años logró con sus influencias que ingresara a la Universidad Católica de Chile donde se graduó en Medicina en 1952.
Tras su salida de la universidad por una casualidad entra a trabajar en la población La Legua, donde el padre Rafael Maroto le pide que le colabore con el problema de la mortalidad infantil. Tras diversos estudios logra encontrar el problema. La desnutrición infantil tenía consecuencias duraderas.
En 1958 realizó un postgrado en Bioquímica y docencia en la Universidad de Harvard.

### Vida académica
Desarrolló una amplia labor de investigación científica en el campo de la desnutrición infantil en Chile, publicando artículos en revistas especializadas dentro y fuera del país. Formó CONPAN, ente autónomo cuyo objetivo fue la elaboración y coordinación de una política de alimentación y nutrición, y logró que el país elaborara leche enriquecida. Es el fundador y presidente de la Corporación para la Nutrición Infantil (CONIN).
- 1959 - Profesor asociado de Pediatría en la Universidad de Harvard, Children Hospital.
- 1965 - Profesor titular de Pediatría en la Universidad de Chile.
- 1965 - Presidente de la Sociedad Chilena de Pediatría.
- 1965 - Presidente de la Sociedad Latinoamericana de Nutrición.
- 1967 - Presidente y fundador de la Sociedad de Investigación Pediátrica Latinoamericana.
- 1972 - Creó el Instituto de Nutrición y Tecnología de los Alimentos (Inta) del que fue su director hasta 1994.
- 1975 - Fundó la Corporación para la Nutrición Infantil (CONIN).
- 1994 - 1996 - Rector de la Universidad Santo Tomás.
- 1998 - 1999 -Rector de la Universidad Iberoamericana de Ciencias y Tecnología.[6]
- 2001 - Decano de la Facultad de Ciencias de la Salud, Universidad Diego Portales.

Académico en la «Casa de Bello» por más de 30 años y elegido miembro honorario de instituciones nacionales e internacionales, principalmente en el ámbito pediátrico y nutricional, entre ellas, la Academia de Medicina de Chile, la Academia de Pediatría de Estados Unidos, la Academia Científica del Tercer Mundo, y academias de Inglaterra, España, Brasil y Argentina. 
Fue asesor de comités especializados de la ONU, la FAO, Unicef y la OMS.
En 1989 intentó sin éxito presentar su candidatura a la Presidencia de la República. Su postulación fue rechazada por el Servicio Electoral de Chile el 24 de agosto de ese año por sobrepasar en sus listas de electores patrocinantes, el porcentaje permitido por Ley de patrocinantes inscritos en partidos políticos.

### Publicaciones
Además de la publicación de alrededor de 130 artículos en revistas especializadas, Monckeberg escribió unos 65 capítulos en libros especializados y también doce obras propias. 
Es director de la revista Creces, publicación mediante la cual se ha desarrollado desde 1980 el «Programa educacional de divulgación científica», dirigido a los niveles de enseñanza media y superior y a profesionales médicos y que forma parte del conjunto de programas implementados por CONIN.
- Jaque al subdesarrollo.[11] (1973) Traducido a varios idiomas.
- Chile y sus recursos naturales. (1975)
- Políticas de alimentación y nutrición en Chile. (1976)
- Antecedentes y acciones para una política nacional de alimentación y nutrición de Chile.[12] (1976)
- Crear para compartir: compartir para seguir creando.[13] (1980)
- La revolución de la Bioingeniería.[14] (1980)
- Desnutrición infantil: fisiopatología, clínica, tratamiento y prevención: nuestra experiencia y contribución.[15] (1988)
- Chile en la encrucijada: decisiones para una nueva era.[16] (1989)
- Jaque al subdesarrollo, ahora.[17] (1993)
- Ciencia y tecnología.[18] (1994)
- Desnutrición: el mal oculto.[19] (2004)
- Contra viento y marea. Hasta erradicar la desnutrición, 2010

## Reconocimientos
- 1975 - Premio ICARE.[20]
- 1979 - Premio de la Pan American Health Education Foundation (Abraham Horwitz).[20]
- 1985 - Premio de la American Academy of Pediatrics, como Pediatra del año a nivel mundial.[3]
- 1985 - Premio de la World Foundation for Health and Peace.
- 1993 - Premio de la International Union of Nutritional Science.
- 1995 - Doctor honoris causa de la Universidad de Valladolid, España.[20]
- 1998 - Premio Nacional de Ciencias Aplicadas y Tecnológicas.[20]
- 1999 - Premio de las Sociedades Científicas Médicas de Chile.
- 2000 - Premio de Excelencia Académica de la Sociedad Chilena de Pediatría.[20]
- 2005 - Premio Bicentenario, otorgado por la Corporación del Patrimonio Cultural de Chile conjuntamente con la Universidad de Chile y la Comisión Asesora Presidencial para el Bicentenario de la República (Comisión Bicentenario).[3][4]
- 2007 - Reconocimiento a la trayectoria y fundamental aporte a la nutrición en Chile, del Centro Tecnológico Granotec, CTG - OTEC, durante el V Seminario de Estilo de Vida Saludable 2007.[21]
- Doctor honoris causa de la Universidad Nacional de Cuyo, Argentina.[20]
- Fellow del American Society for Nutritional Sciences (Sociedad Americana de Ciencias de la Nutrición).[20]
- 2010 - Premio Revista de Libros por Contra viento y marea. Hasta erradicar la desnutrición
- 2012 - Premio Nacional de Medicina de Chile.
- 2019 - Doctor honoris causa por la UCEMA.[22]